# Liatongus fairmairei
Liatongus fairmairei là một loài bọ cánh cứng trong họ Bọ hung (Scarabaeidae).